# Mesochra pestai
Mesochra pestai är en kräftdjursart som beskrevs av Lang 1948. Mesochra pestai ingår i släktet Mesochra och familjen Canthocamptidae. Inga underarter finns listade i Catalogue of Life.